# مأمور عالی رتبه ان‌بی‌ای
مأمور عالی رتبه اتحادیه ملی بسکتبال (انگلیسی: Commissioner of the NBA) مدیر اجرایی اتحادیه ملی بسکتبال است که توسط صاحبان لیگ ان بی ای انتخاب می‌شود.